# Túnel Luís Eduardo Magalhães
O Túnel Luís Eduardo Magalhães localiza-se na cidade de Salvador, no estado brasileiro da Bahia.
O túnel liga dois pontos da avenida homônima, passando sob um pequeno monte onde se encontra a Rua Silveira Martins, no bairro do Cabula. Este túnel, assim como a avenida homônima, é um importante acesso que interliga a Avenida Luiz Viana Filho à região da Fazenda Grande e da Liberdade.
A obra é composta por dois túneis, um em cada sentido de direção, com 210 m de extensão cada.
Em sua construção, foi realizada a escavação de 8.286 m³ de solo e 41.024 m³ de rocha, além de utilizados 5.933 m³ de concreto projetado.
Cada um dos túneis tem 13,62 m de largura e 8,50 m de altura, executados no período de nove meses pelo método construtivo NATM, escavados com técnica de desmonte não agressivo em maciço de solo residual de granulite (Silte/Silte argiloso) e em rocha de diversos graus de alteração, sendo que em grande parte de sua extensão, a escavação da calota foi realizada na interface solo-rocha, constituindo parte da obra de Construção da Avenida Luis Eduardo Magalhães.